# Teglio
Teglio (Tej in dialetto valtellinese, Tell in tedesco desueto) è un comune italiano di 4 631 abitanti della provincia di Sondrio in Lombardia, situato nella media Valtellina.
È il borgo che dà il nome alla Valtellina, nonché il suo più antico capoluogo.

## Storia

### Origini
Fin dal III millennio a.C. questa zona attirava diverse stirpi che si fondevano all'originaria homo alpinus grazie alla sua fertilità e alla sua quota. Per diversi secoli, a differenza di oggi, le zone sui versanti erano più adatte all'attività agricola rispetto al fondovalle che era ricco di paludi. Diverse steli dell'età del bronzo ritrovate dal 1940 in poi sono conservate nel museo archeologico all'interno del Palazzo Besta denominato "Antiquarium tellinum".
Il nome corrisponde al dialettale téi che significa "tiglio", anche se Dante Olivieri ha ipotizzato l'origine da un gentilizio romano (Tillius o Tellius). Dal nome Teglio deriva il nome della Valtellina.

### Medioevo
Successivamente alla caduta dell'Impero Romano, Teglio, come la Valtellina, passa sotto il dominio di diversi popoli. Nel IV secolo viene annesso al Regno ostrogoto, nell'VIII secolo passa ai longobardi e nel biennio 951-952 viene conquistato da Ottone I. Nel 962 lo stesso Ottone I cede Teglio all'Arcivescovo di Milano. Successivamente l'intera Valtellina diviene una terra combattuta tra Milano e Como. Nel 1262 Teglio viene espugnata dai Milanesi e nel 1335 tutta la Valtellina diventa parte del Ducato di Milano. Nel 1432 Teglio viene distrutta perché filoveneziana.

### Dominazioni straniere
Dal 1500 la Valtellina passa sotto il dominio francese fino all'invasione dei Grigioni avvenuta nel 1512. Nel 1526 una grande pestilenza provoca circa 1500 morti a Teglio. Durante il loro dominio i Grigioni diffondono il protestantesimo in Valtellina provocando feroci scontri con i cattolici che sfociano nel Sacro Macello di Valtellina avvenuto nella notte tra il 18 e il 19 luglio 1620. In questa notte un gruppo di fanatici cattolici uccise circa 600 protestanti presenti in Valtellina. A Teglio durante il Sacro Macello viene incendiata e distrutta la chiesa di Sant'Orsola. Nel 1797 Napoleone conquista la Valtellina e la annette alla Repubblica Cisalpina.

### Storia recente
Successivamente la Valtellina segue le vicende della Lombardia.
Nel 1983 una frana a Tresenda causa 18 morti.
Il tellino Paolo Uggè è stato deputato dal 2006 al 2008 e sottosegretario ai Trasporti nel terzo governo Berlusconi dal maggio 2003.

## Sport

### Pallacanestro
L'Astel A.S.D. Tellina (Basket Teglio) (sponsorizzata Molino Tudori) è una squadra di pallacanestro maschile, fondata nel 2007, che al momento milita nel campionato di Promozione di Bergamo. Gioca le partite casalinghe nel Palsport Comunale di Teglio: ristrutturato tra il 2011 e il 2014, può contenere fino a 500 persone.

### Sci
Dalla stagione invernale 2012-2013 Teglio ha nuovamente la sua stazione sciistica, situata in località Prato Valentino tra i 1690 ad 2340 metri di quota, con le piste principali servite da una seggiovia ed uno skilift.

### Calcio
Esiste anche la squadra di calcio Astel Teglio che milita nel campionato CSI provinciale e gioca le sue partite al campo sportivo di San Giovanni.

## Geografia fisica
Il comune si sviluppa dalle Alpi Retiche a quelle Orobiche. Nel passato anche Aprica, un paese situato a sud-est di Teglio, era parte del comune, mentre ora è un comune indipendente.
Il territorio del comune di Teglio è composto da molti blocchi:

### Teglio centro
Il centro di Teglio si sviluppa lungo le Alpi Retiche ad una quota media di 900 m s.l.m. ed è la zona maggiormente esposta al sole e panoramica. Per questo fu di grande importanza strategica nel passato.

### San Giovanni
Frazione a ovest del comune sul versante retico a 650 m s.l.m.

### Tresenda
La zona di Tresenda si trova a sud-est del centro e si sviluppa principalmente sul fondovalle (circa 300 m s.l.m.) in prossimità della SS38 e del fiume Adda.
Da Tresenda inoltre parte la strada per raggiungere il paese di Aprica, la SS. 39 dell'Aprica.

### San Giacomo
La zona di San Giacomo si trova a sud-ovest del centro e si estende tra il fondovalle (circa 300 m s.l.m.), in prossimità della SS38 e del fiume Adda, e le Alpi Orobiche.

### Frazioni minori
- Prato Valentino: Questa frazione conta case e rifugi; è una importante località sciistica.
- Castelvetro: Conta diversi ristoranti, case, bar e appartamenti. È posta prima di Teglio.
- Posseggia: Piccola frazione, ospita solo case.
- Vangione Superiore: Questa frazione ospita diverse case e appartamenti.
- Vangione Inferiore: Conta diverse abitazioni.
- Sant'Antonio di Teglio: Conta una chiesa e molte case.
- Pila: Questa frazione, posta poco prima del vero centro storico di Teglio, in alto, ospita diverse case.
- Arboledo: Ospita diverse case e un agriturismo.
- Boalzo: È una frazione che conta poche case ed è posta sopra Tresenda.
- Canali: In questa piccola frazione è stato trovato un frammento stelico nel 1985 da Don Mario Giovanni Simonelli.
- Bondone: Questa frazione-borgo conta meno di dieci case, ma è presente una chiesetta.
- Branchi/Cà Branchi: Conta diverse case e diversi Bed and Breakfast.
- Villanova: Conta solo case.
- Caprinale-Luscio: Conta poche case ed una cappella.
- Piali-Codurelli: Conta molte case e appartamenti.
- Carona: È posta esattamente sopra la frazione San Giacomo di Teglio.
- Corna: Questa frazione dà il nome a un ristorante; è posta nella parte bassa.
- Crespinedo: Posta nella parte alta, questa frazione conta solo case.
- San Rocco di Teglio: Questa piccola frazione è posta nella parte alta e fronteggia Teglio.
- Ligone: Questa frazione conta diverse abitazioni ed una chiesa: la Chiesa di Santa Maria di Ligone, che dà il nome alla frazione: Ligone-(Santa Maria).
- San Sebastiano: Conta diverse case, ristoranti e bar.
- Caselli/Caseli: Conta diverse case ed è posta sopra San Sebastiano; è presente anche una società di allevamento bestiame e importazione.
- Gianoli: Conta solo case ed un bilocale.
- Franchesi: Piccola frazione posta sulla strada bassa principale, conta solo abitazioni.
- Frigeri: Conta una chiesa e diverse abitazioni.
- Margattoni: Conta solo case e ville; vi è anche un luogo di preghiera.
- Moia: Conta solo abitazioni.
- Somasassa: Questa frazione dà il nome al lago; vi sono abitazioni e una chiesa (Chiesa di San Gottardo a Somasassa); la frazione è anche chiamata Somasassa-San Gottardo, nome dato dalla chiesa.
- Valgella: Conta diverse abitazioni e dei vigneti.
- Panaggia: Conta meno di dieci abitazioni ed è piccola, ma vi sono delle fortificazioni medievali.
- San Gervasio: Conta abitazioni e una chiesa.
- Nigola: Conta diverse abitazioni.

### Clima estivo
Il clima estivo è mite grazie alla grande esposizione al sole bilanciata dal fresco procurato dall'altitudine.
Le precipitazioni sono molto variabili fra i diversi anni, ma mediamente scarse.

### Clima invernale
Il clima è freddo ma soleggiato. Si hanno precipitazioni nevose tra novembre e marzo.

## Società

### Evoluzione demografica
Abitanti censiti

## Luoghi d'interesse

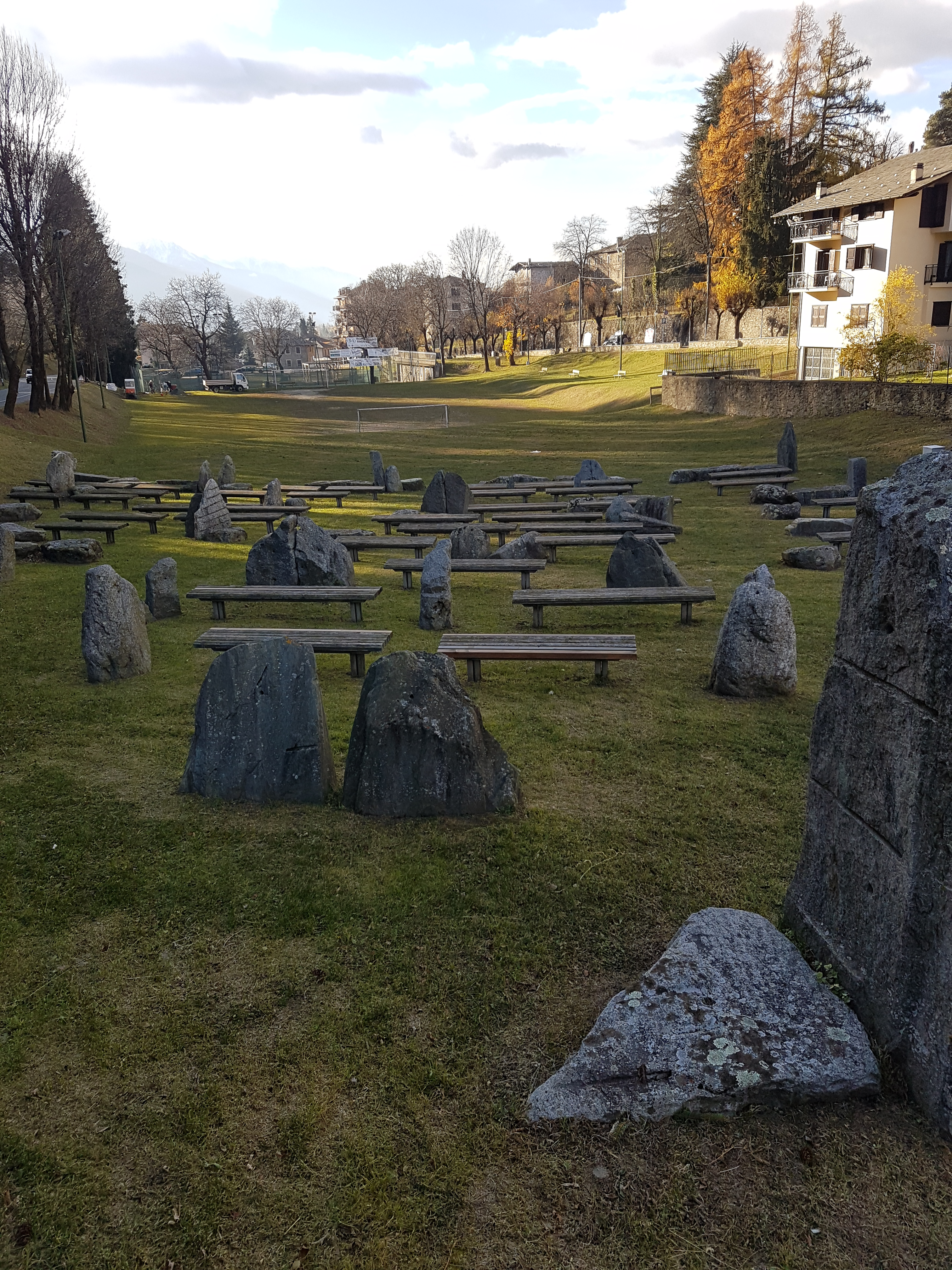
Parco Felice Chiusano

### Architetture religiose

#### Chiese nel centro di Teglio
1. Chiesa di Santa Eufemia, parrocchiale di Teglio, Piazza Sant'Eufemia
2. Chiesa di Santo Stefano, via castello (pineta)
3. Chiesa di San Pietro,[8] via Roma, edificio romanico del X-XI secolo a navata unica absidata e pianta trapezoidale[8]. Rimaneggiata nella parte anteriore a causa della costruzione della prospiciente strada, la chiesa è dotata di campanile con tre piani di bifore.[8] Internamente, la chiesa conserva tracce di affreschi medievali,[8] tra cui i resti di una Resurrezione e delle raffigurazioni di un angelo corazzato e di un vescovo.[8]
4. Chiesa di San Silvestro, via San Silvestro
5. Chiesa di San Lorenzo in località Lago, via Besta
6. Chiesa di Sant'Orsola, incendiata e distrutta nel 1620 durante le lotte tra cattolici e protestanti in occasione del Sacro Macello di Valtellina. Nel luogo ora è presente una sentinella in memoria dell'accaduto, via Italia
7. Oratorio dei Bianchi, Piazza Sant'Eufemia
8. Oratorio dei Neri, ora consacrata come chiesa di San Luigi, Piazza Sant'Eufemia

#### Chiese della Parrocchia di Teglio in altre frazioni
1. Chiesa dei Santi Gervasio e Protasio, nell'omonima frazione
2. Chiesa di San Martino, nell'omonima frazione e nelle vicinanze del cimitero
3. Chiesa di Santa Maria di Ligone, nell'omonima frazione
4. Chiesa di San Rocco, nell'omonima frazione
5. Chiesa di Sant'Antonio, nella frazione Vangione
6. Chiesa di San Gottardo, nella frazione Somasassa
7. Chiesa di San Valentino, nella località sciistica Prato Valentino
8. Chiesa di Santa Maria Maddalena, nella frazione Valgella

#### Chiese della Parrocchia di San Giovanni
1. Chiesa di San Giovanni Battista, parrocchiale dell'omonima frazione

#### Chiese della Parrocchia di Tresenda
1. Chiesa di San Michele, parrocchiale di Tresenda
2. Chiesa di Sant'Abbondio, nella frazione di Boalzo
3. La Madonna, nella frazione Sozzi di Boalzo
4. Chiesa di Sant'Omobono, nella frazione Carona
5. Chiesa di San Paolo di Frera, in Valbelviso
6. Chiesa di San Giovanni Battista, nella frazione Caprinale
7. Chiesa di Santa Maria Assunta, nella frazione Bondone
8. Chiesa di San Carlo, nella frazione Foppa

#### Chiese della Parrocchia di San Giacomo
1. Chiesa di San Giacomo, parrocchiale dell'omonima frazione
2. Chiesa di San Sebastiano, nella frazione Granìa
3. Chiesa di Santa Apollonia, nella frazione Nigola

### Edifici di importanza storica

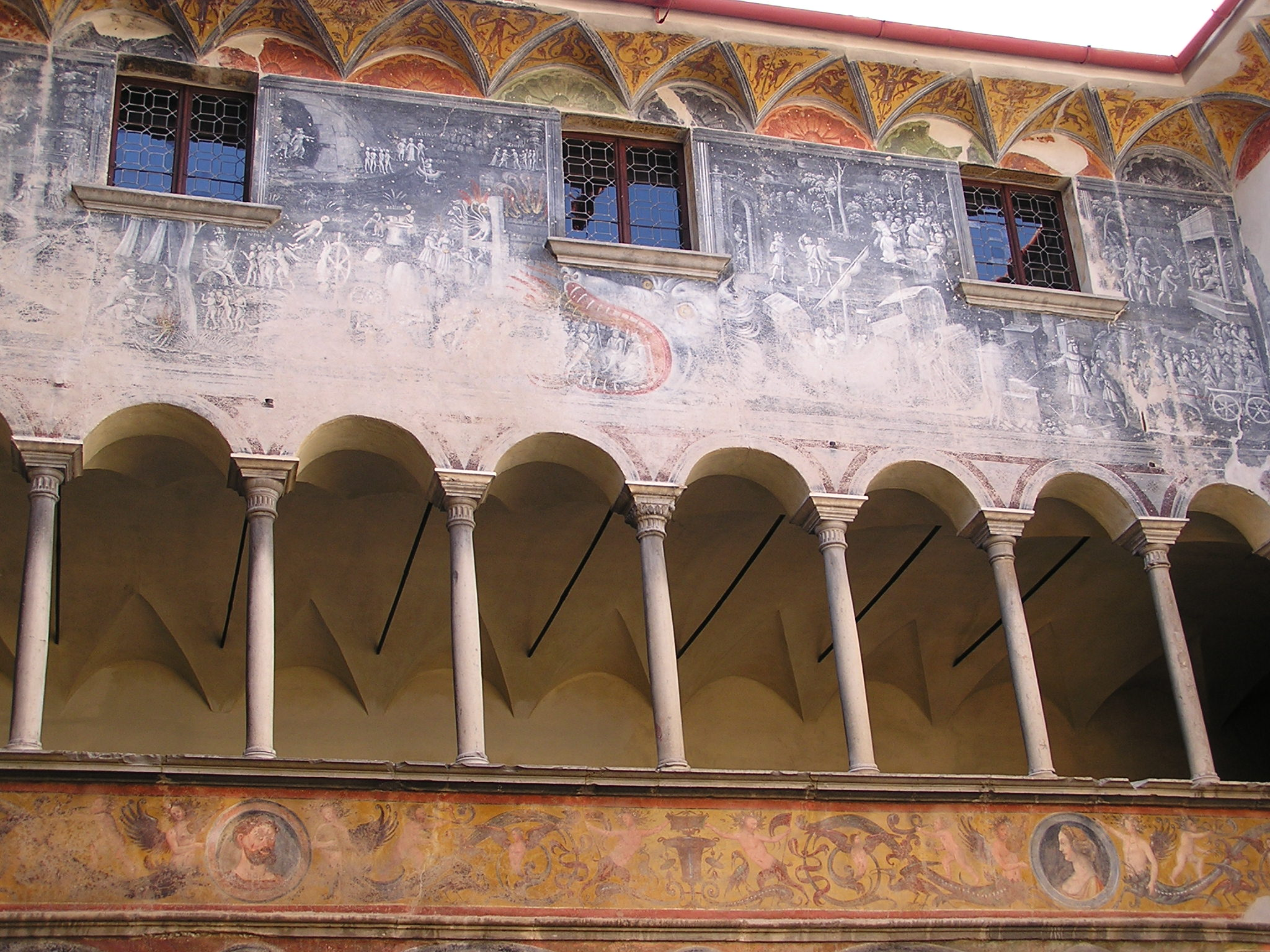
Palazzo Besta

1. Torre de li beli miri (resti del Castello di Teglio), via castello (pineta). Simbolo di Teglio, potrebbe essere stata costruita dai dominatori bizantini sulla base di un antico castelliere.
2. Palazzo Besta e Museo “Antiquarium Tellinum”, Via Besta
3. Palazzo del Comune, Piazza Sant'Eufemia
4. Palazzo Cattani – Morelli, Via Valli
5. Palazzo Besta – De' Gatti, Via Salita San Silvestro
6. Palazzo Juvalta – Cima, Via Besta
7. Casa Ongania – Botterini - Tudori, Via Besta
8. Palazzo Piatti – Reghenzani “Casa del Cuco”, Piazza Sant'Eufemia
9. Resti dell'ex Castello di Ripa, Via Strada Bela
10. “Ca' del Boia” e antiche carceri, Via Piatte

## Economia
Teglio è stato nel passato un paese con un'economia quasi esclusivamente rivolta all'agricoltura e l'allevamento. La coltivazione di grano saraceno denominato "furmentùn", "fraina" o "farina negra" era molto rappresentativa tanto da diventare presidio Slow Food. La farina di grano saraceno veniva e viene utilizzata per Pizzoccheri, Sciatt e molti altri piatti.
Attualmente il settore con maggiore crescita è il terziario favorito dall'affluenza di molti turisti durante il periodo estivo e invernale.

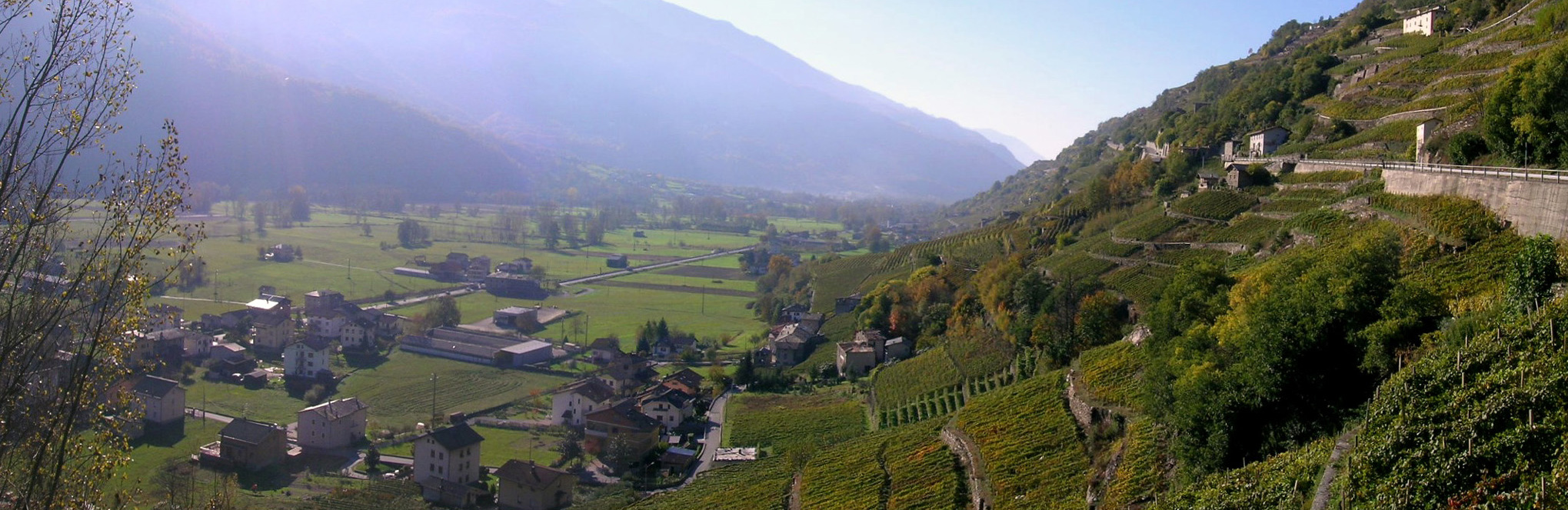
Vigneti - Valgella di Teglio

## Amministrazione

### Elenco dei Sindaci del Comune di Teglio dall'Unità d'Italia ad oggi
| Nome Cognome        | dal  | al   | note            |
| ------------------- | ---- | ---- | --------------- |
| Luigi Besta         | 1861 | 1867 |                 |
| Costantino Juvalta  | 1867 | 1873 |                 |
| Battista Donchi     | 1874 | 1880 |                 |
| Battista Donchi     | 1881 | 1883 |                 |
| Costantino Juvalta  | 1884 | 1889 |                 |
| Vittorio Rossatti   | 1890 | 1893 |                 |
| Battista Donchi     | 1893 | 1899 | Morto in carica |
| Francesco Valli     | 1899 | 1919 | Cavaliere       |
| Giovanni Fanchi     | 1920 | 1920 |                 |
| Martino Bettini     | 1920 | 1920 |                 |
| Battista Reghenzani | 1920 | 1923 |                 |
| Pietro Tognola      | 1923 | 1925 | Commissario     |
| Giuseppe De Meo     | 1925 | 1927 | Commissario     |
| Gerolamo Morelli    | 1927 | 1931 | Podestà         |
| Giacomo Berti       | 1931 | 1933 | Podestà         |
| Attilio Juvalta     | 1933 | 1937 | Podestà         |
| Leandro Pola        | 1937 |      | Podestà         |
| ...                 |      |      |                 |
| Branchi Vincenzo    |      |      |                 |
| Felice Saini        | 1964 | 1972 | Cavaliere       |
| Erminio Valli       | 1972 | 1977 |                 |
| Gianpaolo Bissi     | -    | -    |                 |
| Gianpaolo Bissi     | -    | -    |                 |
| Luciana Clementi    | -    | -    |                 |
| Sandro Fay          | 1994 | 1998 | 1º Mandato      |
| Sandro Fay          | 1998 | 2003 | 2º Mandato      |
| Piergiorgio Grolli  | 2003 | 2008 | 1º Mandato      |
| Piergiorgio Grolli  | 2008 | 2013 | 2º Mandato      |
| Elio Moretti        | 2013 | 2018 | 1º Mandato      |
| Elio Moretti        | 2018 | 2023 | 2º Mandato      |
| Ivan Filippini      | 2023 |      | 1º Mandato      |

## Galleria d'immagini

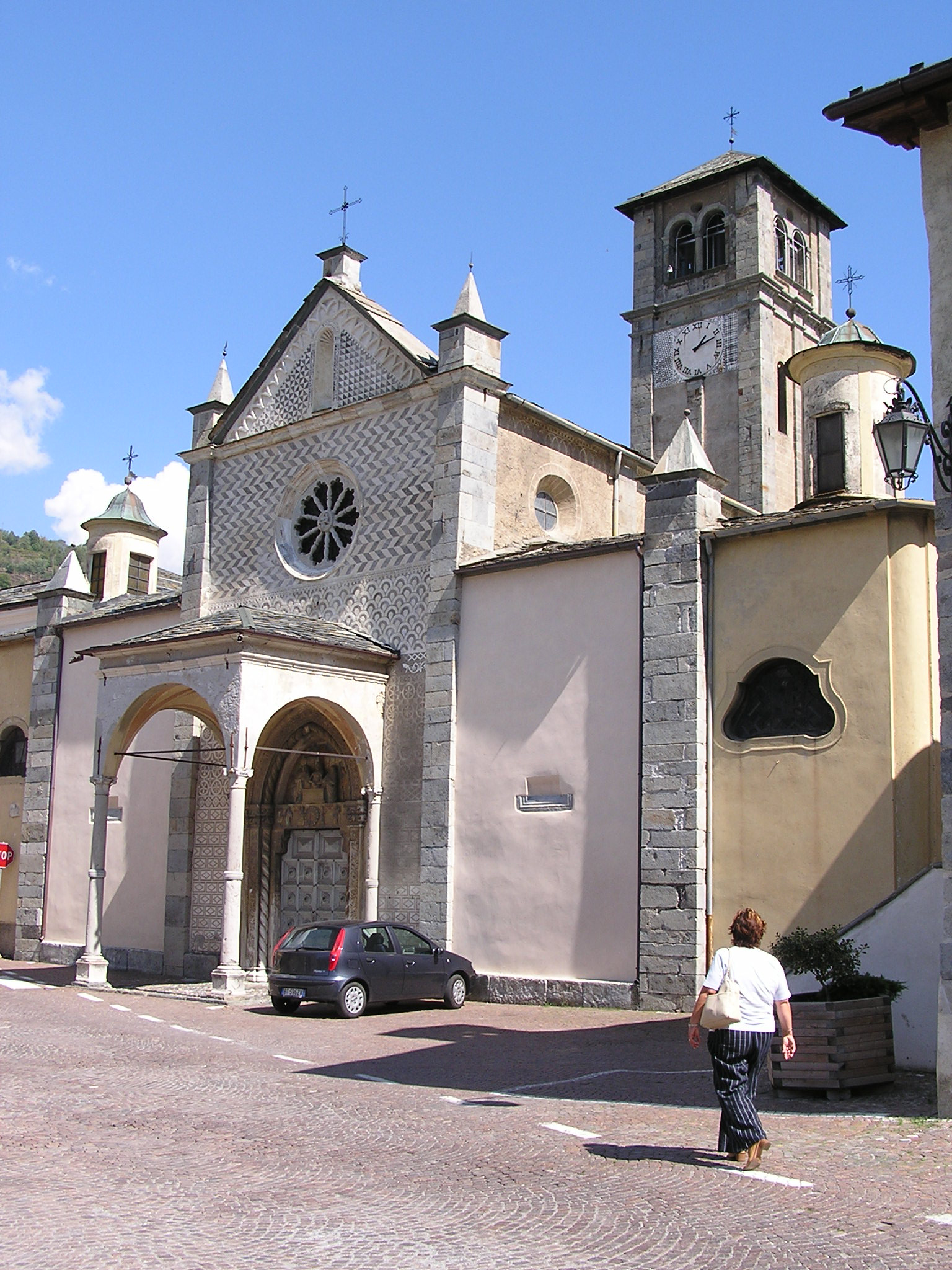
La chiesa parrocchiale di Sant' Eufemia
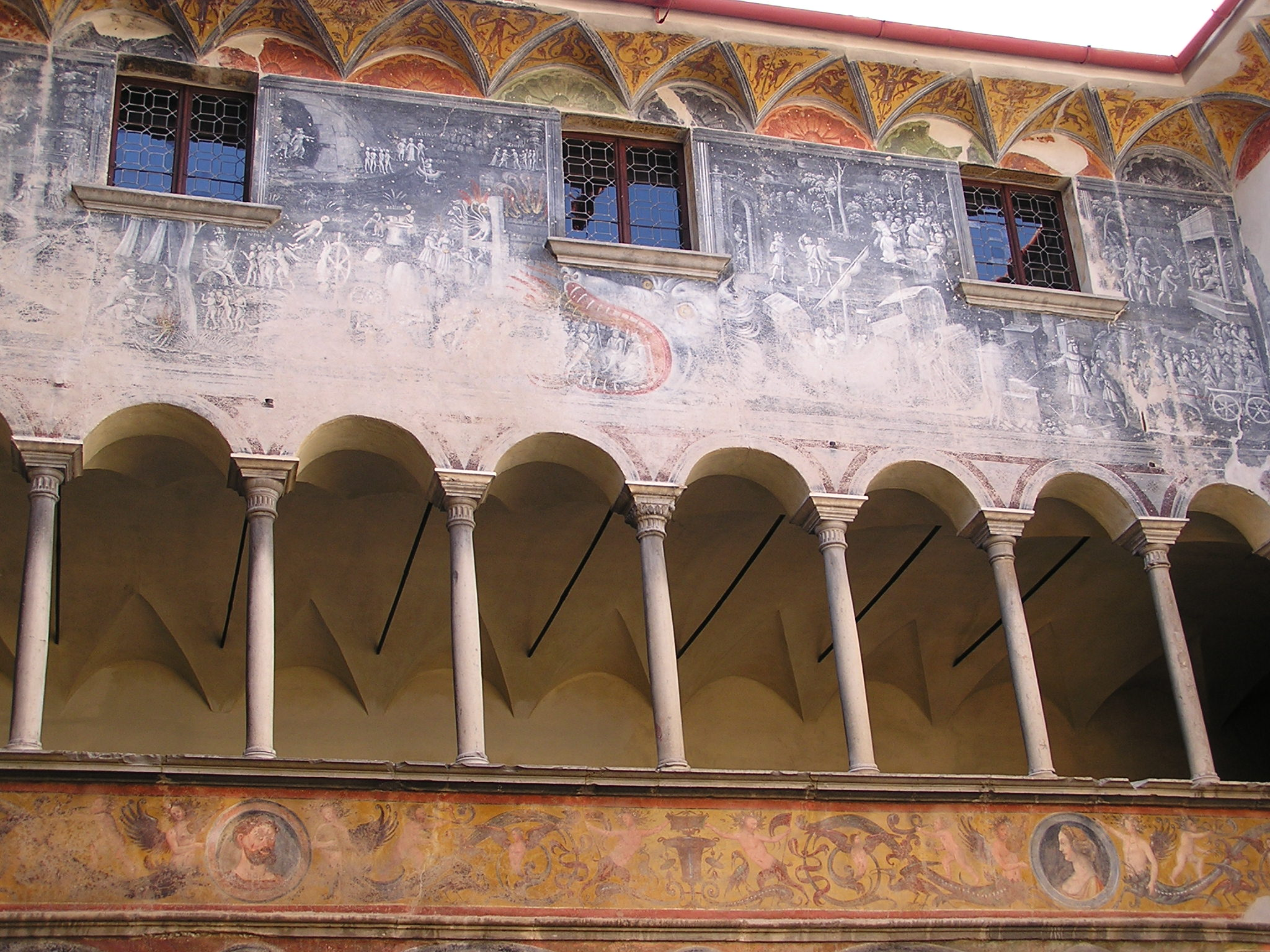
Affresco del cortile interno del Palazzo Besta
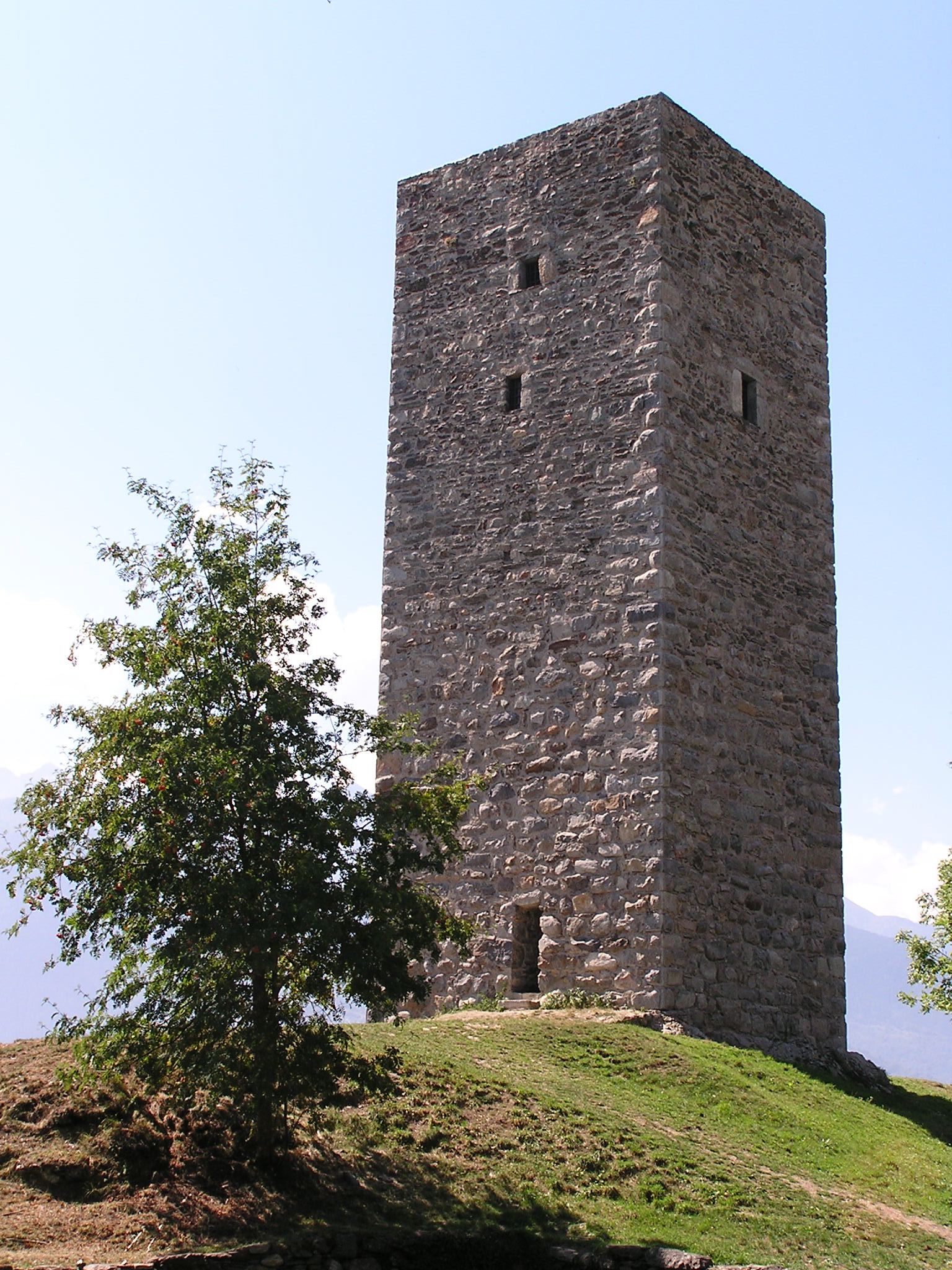
"Torre de li beli miri". La Torre medioevale simbolo di Teglio
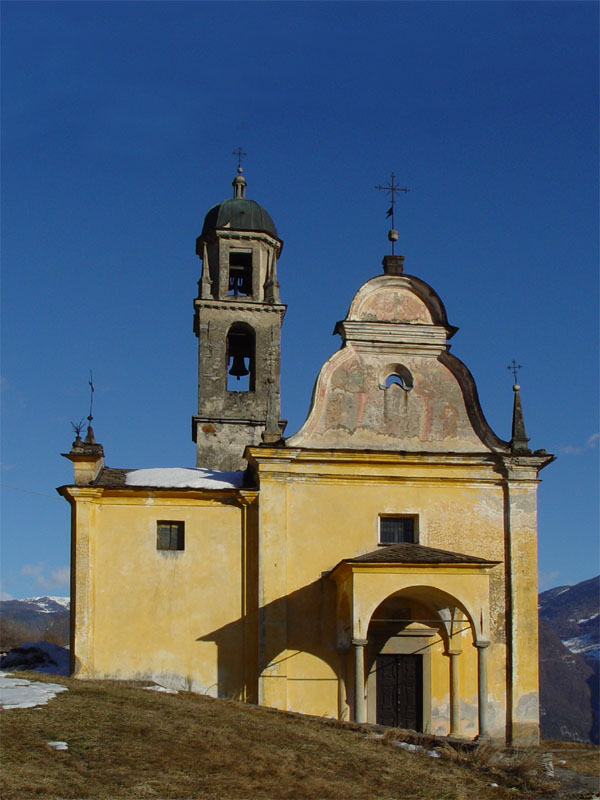
Chiesa di Sant'Antonio
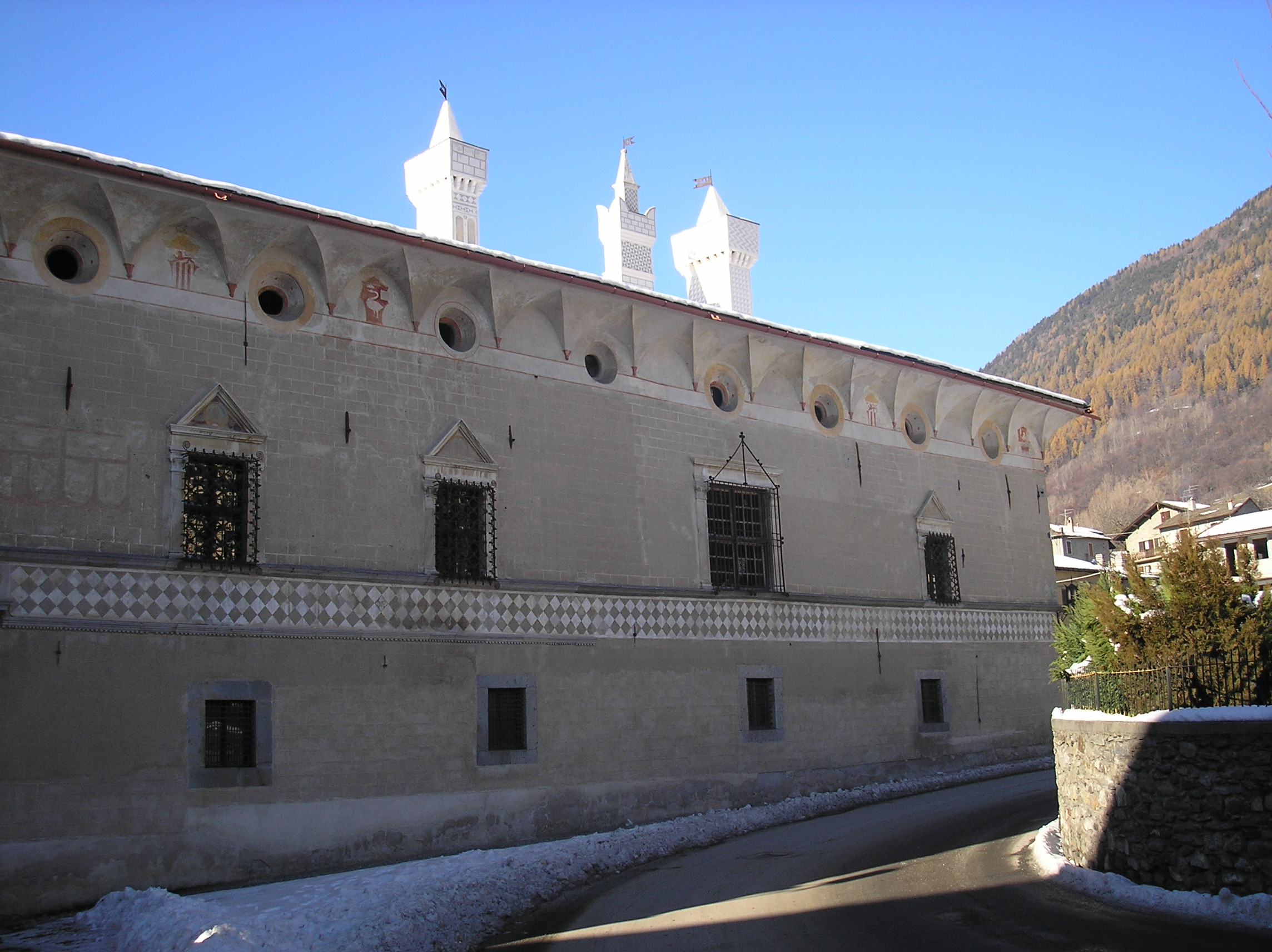
Vista esterna del Palazzo Besta
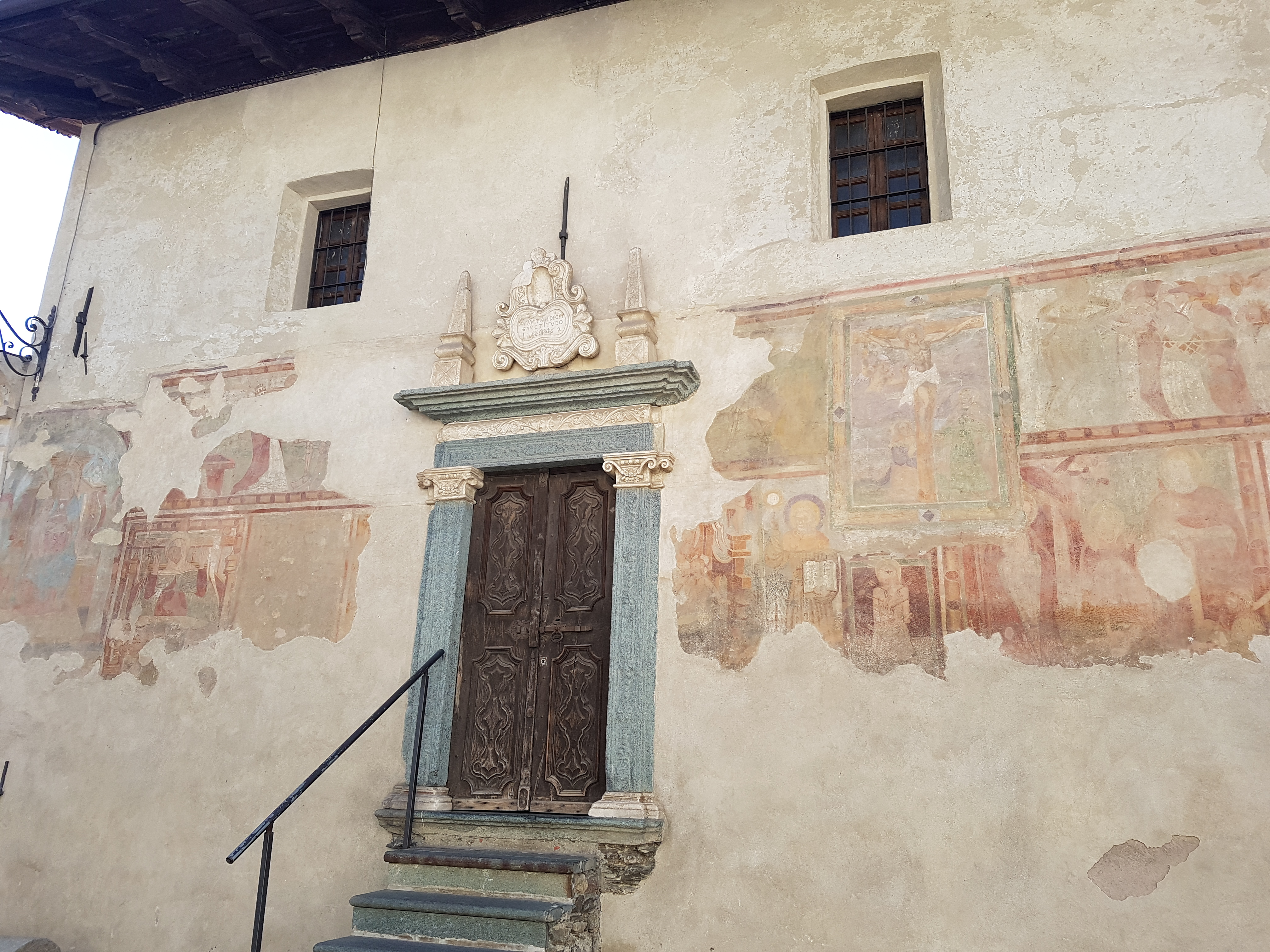
Facciata dell'Oratorio dei Bianchi